# L'orsetto lavatore
L'orsetto lavatore (R'coon Dawg) è un film del 1951 diretto da Charles A. Nichols. È un cortometraggio animato della serie Mickey Mouse, prodotto dalla Walt Disney Productions e uscito negli Stati Uniti il 10 agosto 1951, distribuito dalla RKO Radio Pictures.

## Trama
Mentre è a caccia con Topolino, Pluto sente l'odore di un orsetto lavatore e segue la pista. Ma l'intelligente procione scopre di essere seguito ed elabora alcuni trucchi per mettere il cane fuori strada. Quando finalmente Pluto trova l'orsetto lavatore, esso ruba di nascosto il cappello di procione di Topolino per far credere a Pluto di avere un cucciolo. Pluto e Topolino quindi lasciano rispettosamente il procione da solo.

## Distribuzione

### Edizione italiana
Il primo doppiaggio italiano conosciuto fu eseguito nel 1986 per la pubblicazione del corto all'interno della VHS La vita con Topolino. Nel 1993 il cortometraggio fu ridoppiato dalla Royfilm per la pubblicazione nella VHS VideoParade vol. 7 e quindi usato in tutte le successive occasioni.

### Edizioni home video

#### VHS
- La vita con Topolino (agosto 1986)
- VideoParade vol. 7 (maggio 1993)
- Topolino & C. naturalmente amici (settembre 2001)[3]

#### DVD
Il cortometraggio è incluso nel DVD Walt Disney Treasures: Topolino star a colori - Vol. 2.